# Laurent Scalese
Laurent Scalese est auteur de romans policiers, scénariste pour la télévision et le cinéma. 
Il est membre du collectif d'artistes La Ligue de l'Imaginaire.

## Œuvres

### Romans
- Le Samouraï qui pleure (Pygmalion, 2000 ; rééd. Flammarion, 2009 ; Pocket, 2010)
- L'Ombre de Janus (Pygmalion, 2001 ; J'ai Lu, 2002 ; Éditions France Loisirs, 2002)
- Des pas sous la cendre (Pygmalion, 2002 ; rééd. Flammarion, 2009 ; Pocket, 2014)
- Le Baiser de Jason (Belfond, 2005 ; Pocket, 2006), prix Sang d'encre des lycéens 2005
- Le Sang de la mariée (Belfond, 2006 ; Pocket, 2007)
- La Cicatrice du diable (Belfond, 2009 ; Pocket, 2011; Éditions France Loisirs, 2010)
- L'Empreinte sanglante (Collectif, Fleuve Noir, 2009)
- Timeville, écrit avec Franck Thilliez et Stephan Ghreener (Fleuve Noir, 2012 ; Éditions France Loisirs, collection Piment, 2013)
- L'Encre et le sang, écrit avec Franck Thilliez (Pocket, 2013)
- La Voie des âmes (Belfond, 2015 ; Pocket, 2016 ; Éditions France Loisirs, 2016), prix littéraire du Balai de Bronze 2016
- Je l'ai fait pour toi (Belfond, 2016 ; Pocket, 2018 ; Leone Editore, 2018 ; Éditions Gabelire, 2018)
- Pour le bien de tous (Belfond, 2019 ; Pocket, 2020 ; Leone Editore, 2020)
- Écouter le noir (recueil de nouvelles, Belfond, 2019 ; Pocket, 2020)
- Toucher le noir (recueil de nouvelles, Belfond, 2021 ; HarperCollins, 2022)
- À nos jours heureux (Éditions Plon, 2023 ; Éditions France Loisirs, 2024)

### Scénarios pour la télévision
- La Taupe, téléfilm en deux parties, avec Ingrid Chauvin et Linda Hardy (2006)
- Commissaire Valence, épisode 11, avec Bernard Tapie (2006)
- Commissaire Valence, épisode 12, avec Bernard Tapie (2007)
- Les Corbeaux, téléfilm en deux parties, avec Astrid Veillon (2008)
- La Taupe 2, téléfilm en deux parties, avec Ingrid Chauvin (2009)
- Boulevard du Palais, un épisode (2009)
- Empreintes criminelles, série policière saison 2, épisode 7 (2010)
- Empreintes criminelles, série policière saison 2, épisode 10 (2010)
- Mon flic, ce héros, série policière (2010)
- Maddox, série policière (2011)
- Cherif, série policière, cocréation, écriture, direction de collection (2013 - 2019)

### Scénarios pour le cinéma
- Sans état d'âme (script-doctor ; 2007)
- La Mort aux deux visages (2008)